# Pengerkatu
La rue des remblais (finnois : Pengerkatu) est une rue du quartier Kallio à Helsinki  en Finlande.

## Présentation
La rue Pengerkatu s'étend du sud-ouest au nord-est de la cinquième ligne à Helsinginkatu.
Sur le tronçon entre les intersection d'Helsinginkatu et Torkkelinkatu, Pengerkatu est une rue plane.
Au sud de son intersection avec Torkkelinkatu, la rue se divise en deux niveaux d'élévation différents. 
Le niveau supérieur traverse le parc Pengerpuisto. 
Le niveau inférieur de Pengerkatu se subdivise en deux sous niveaux différents à l'intersection de Sakarinkatu.
La partie supérieure croise la partie sud d'Agricolankatu. 
Juste avant le parc d'Alli Trygg, les voies se rejoignent au même niveau et de là à l'intersection de la cinquième ligne, Pengerkatu est une rue normale à un niveau.
Dans son tronçon entre Sakarinkatu et Agricolankatu, Pengerkatu, est donc constitué de trois niveaux.
À hauteur de Sakarinkatu, un escalier a été construit sur la pente de Pengerkatu, qui relie les niveaux inférieurs et supérieurs et en même temps au parc Pengerpuisto. 
Les immeubles résidentiels de Pengerkatu ont été construits principalement dans les années 1920 et 1930. 
L'une des scènes du théâtre de la ville d'Helsinki est située dans Pengerkatu.
Au coin de Pengerkatu et Torkkelinkatu se trouve un bâtiment scolaire conçu par Väinö Vähäkallio, achevé en 1944.
L'aspect architectural de Pengerkatu est fortement influencé par le grand bâtiment scolaire situé dans le tournant de la partie supérieure de Pengerkatu et d'Agricolankatu. 
L'édifice jaune conçu par Yrjö Sadeniemi a été construit en 1929.

## Rues croisées du sud-ouest au nord-est
- Viides linja
- Ässänrinne
- (Parc d'Alli Trygg)
- Kaikukuja
- Agricolankatu
- (Pengerpuisto)
- Sakarinkatu
- Torkkelinkatu
- Franzéninkatu
- Aadolfinkatu
- Helsinginkatu

## Galerie

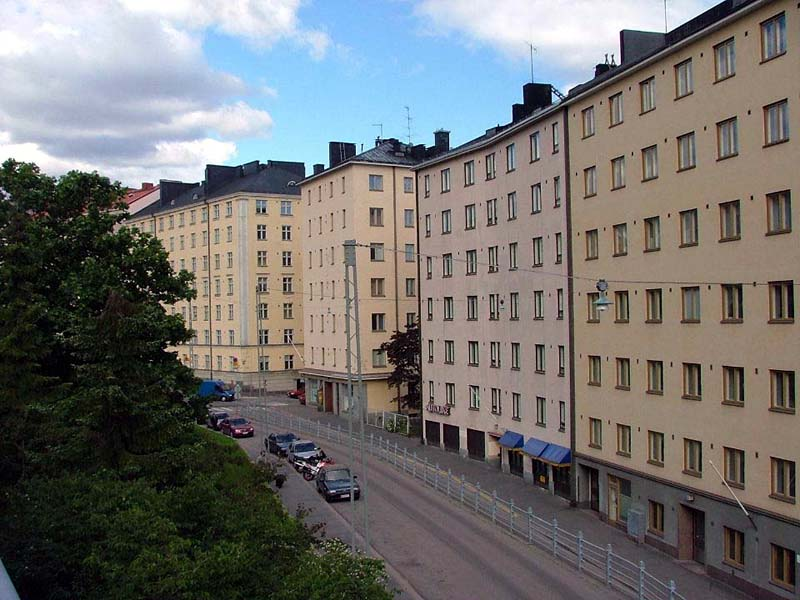
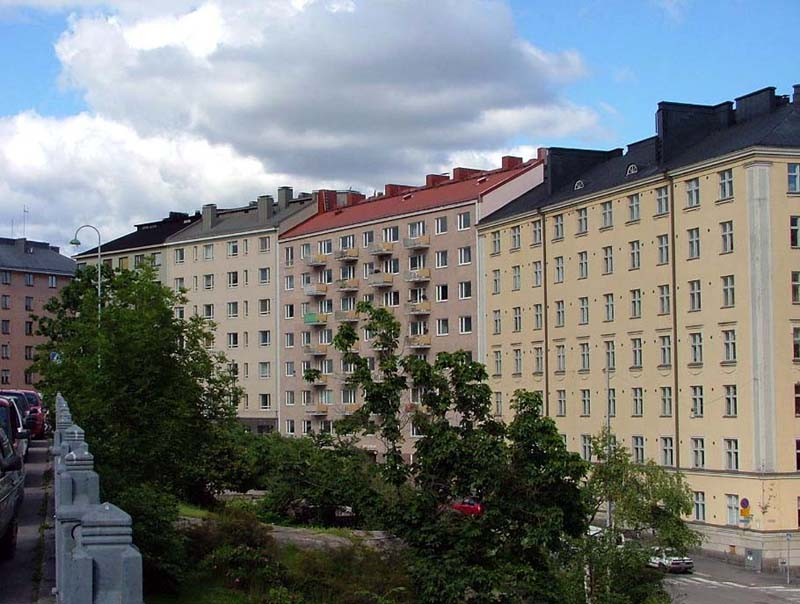
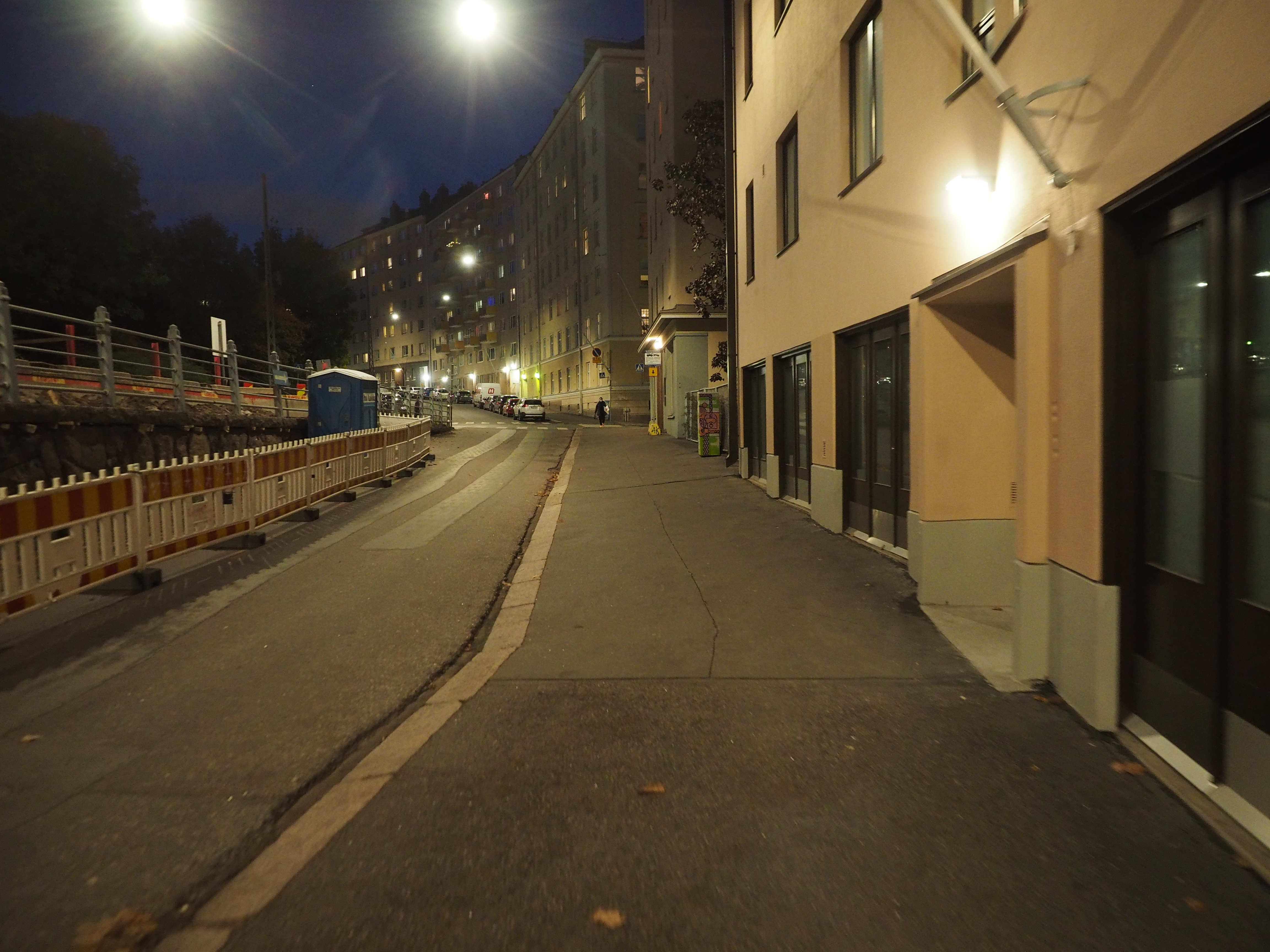
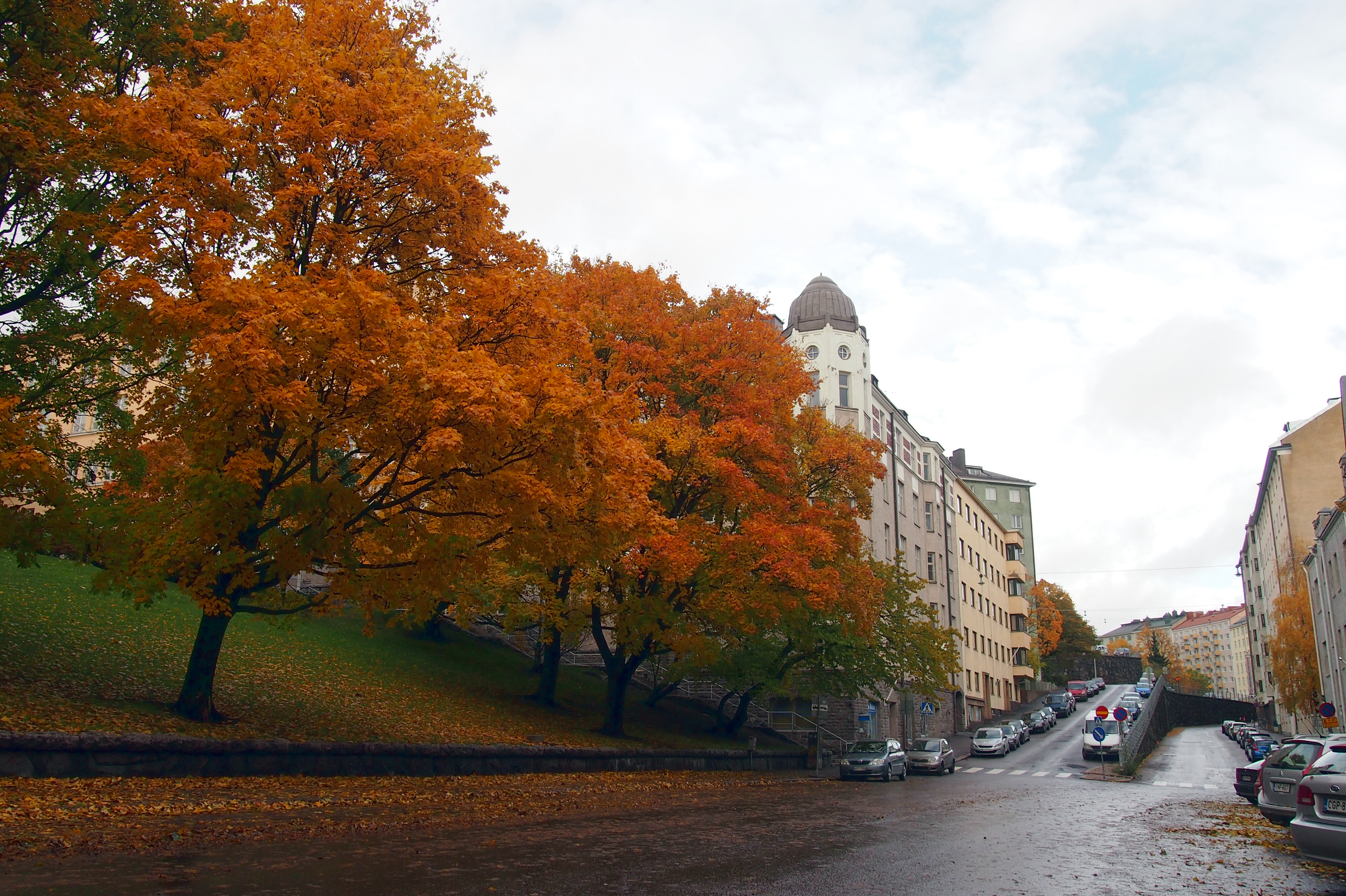

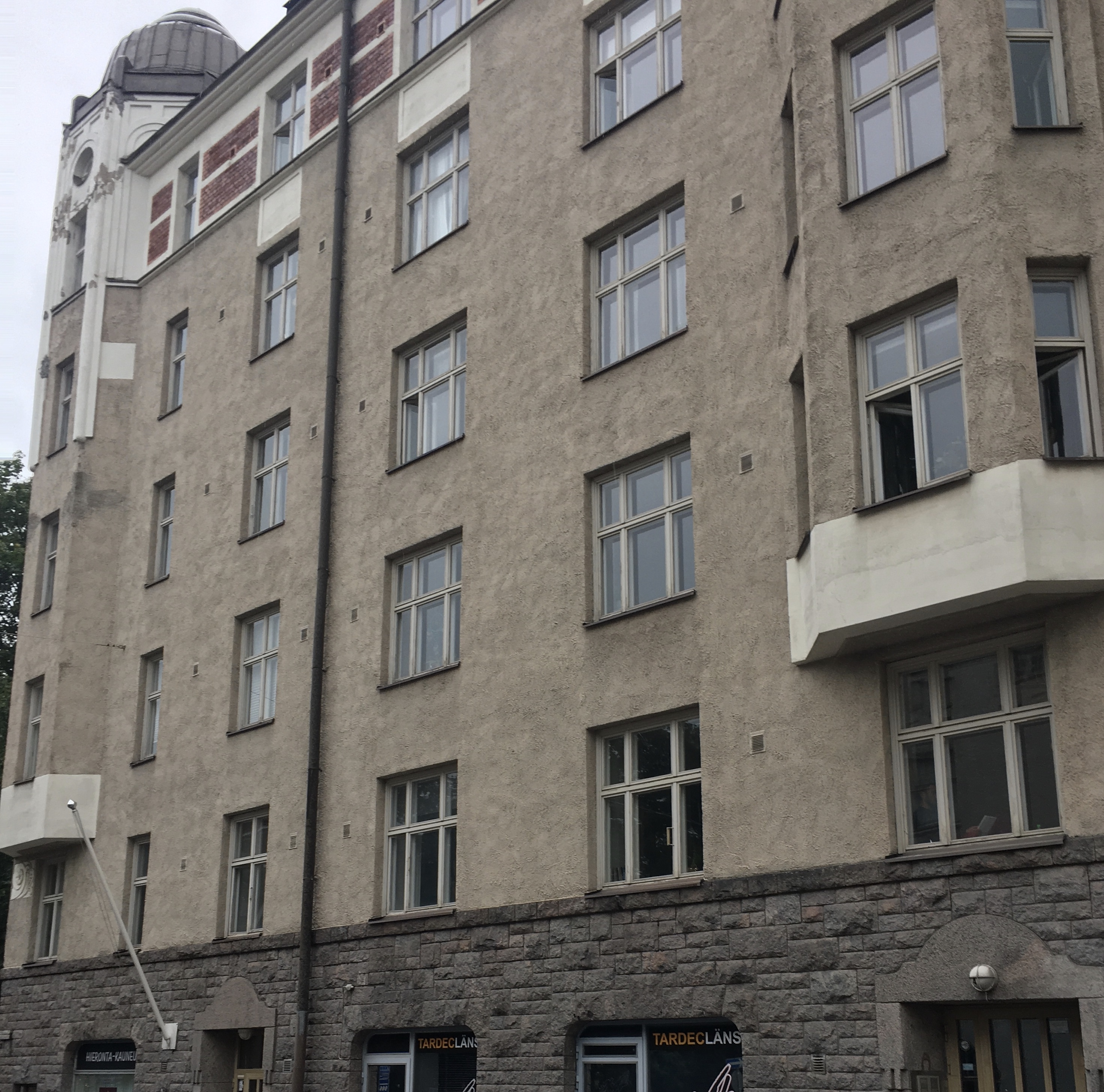
Pengerkatu 4.
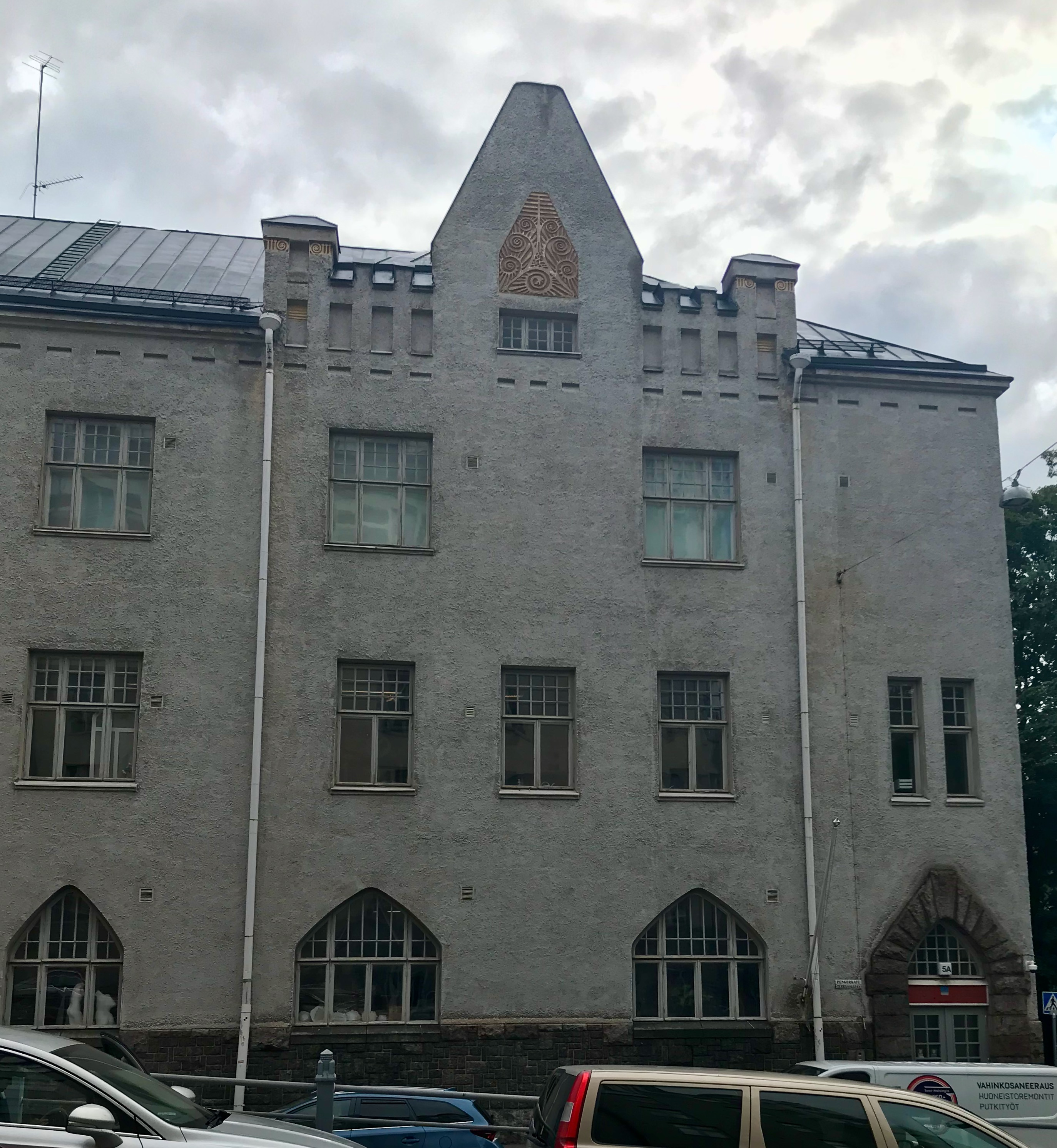
Pengerkatu 5.
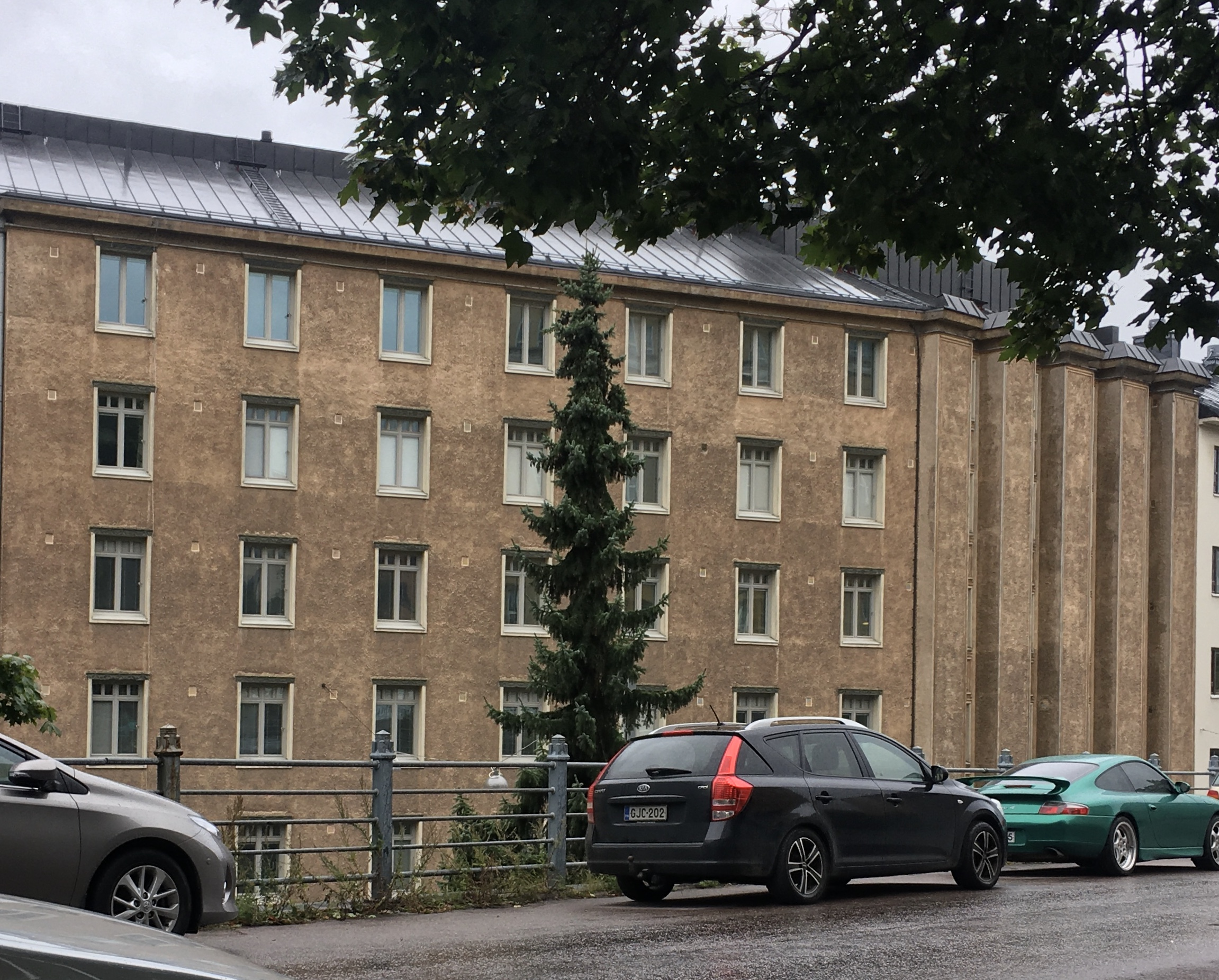
Pengerkatu 11.
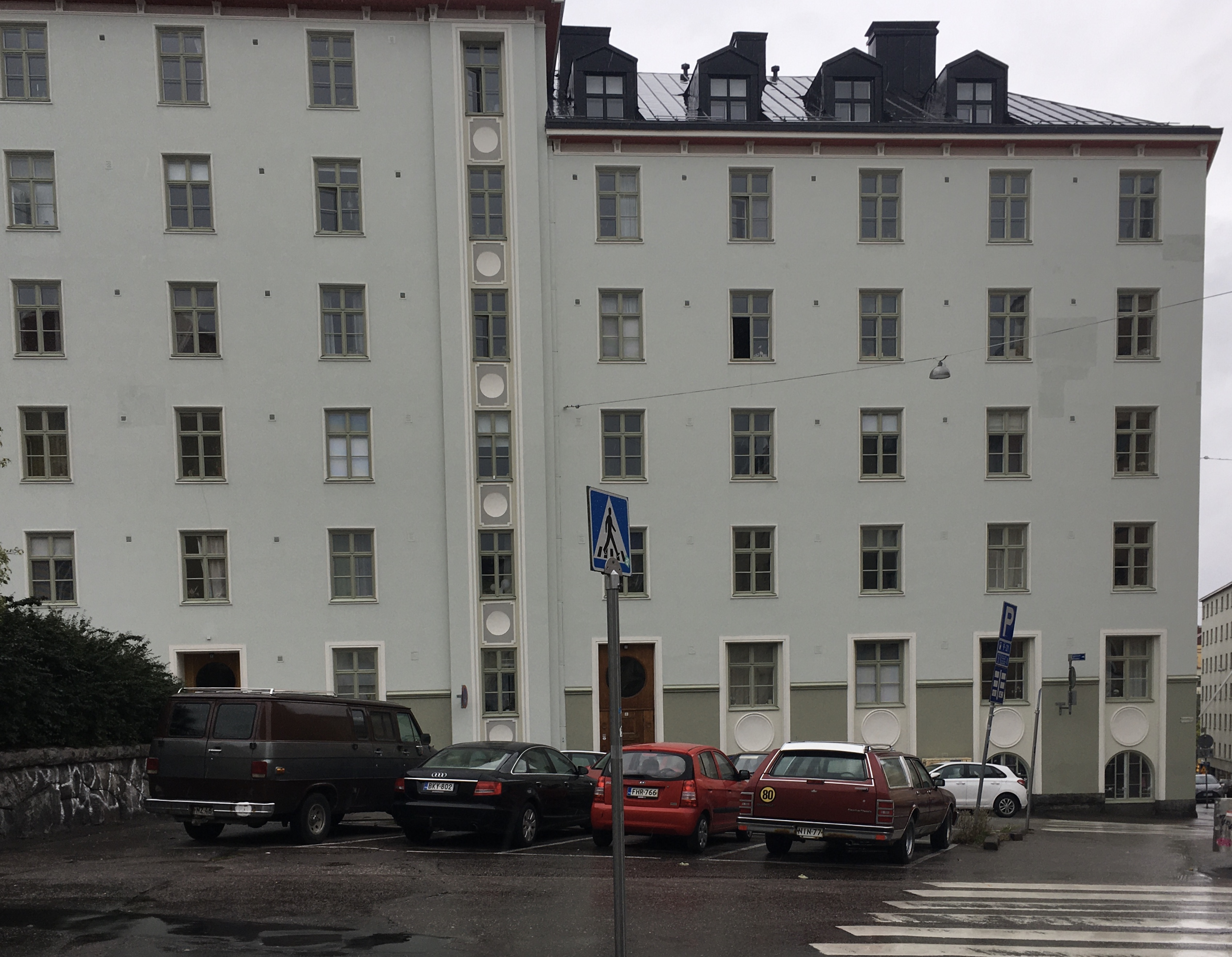
Pengerkatu 18.